# Leordoasa
Leordoasa – wieś w Rumunii, w okręgu Dolj, w gminie Argetoaia. W 2011 roku liczyła 453 mieszkańców.